# Adolf Veřmiřovský
Adolf Veřmiřovský (24. června 1926, Kopřivnice – 24. září 2002) byl československý automobilový závodník. Jeho životní příběh byl spjat s kopřivnickou automobilkou Tatra.

## Život

### Začátky v kopřivnické automobilce
Adolf Veřmiřovský nastoupil do kopřivnické automobilky Tatra v roce 1940 jako učeň a dělník na různé práce.  V té době jeho otec Josef Veřmiřovský měl již v podniku odpracováno 28 let a za sebou několik automobilových závodů. Po konfliktu s německým důstojníkem (v roce 1944) uprchl Adolf Veřmiřovský na Slovensko. Jako řidič u francouzské jednotky partyzánů, které velel kapitán Georges Barazer de Lannurien, se účastnil Slovenského národního povstání (SNP). Po skončení druhé světové války (až do roku 1946) zůstal Adolf Veřmiřovský v československé armádě. Po roce 1946 se Veřmiřovský vrátil nazpět do kopřivnické automobilky, kde pracoval nejprve na montáži, pak ve výpravně vozů a v roce 1949 přešel do technického vývoje.

### Závodní kariéra

#### Konec 40. let 20. století

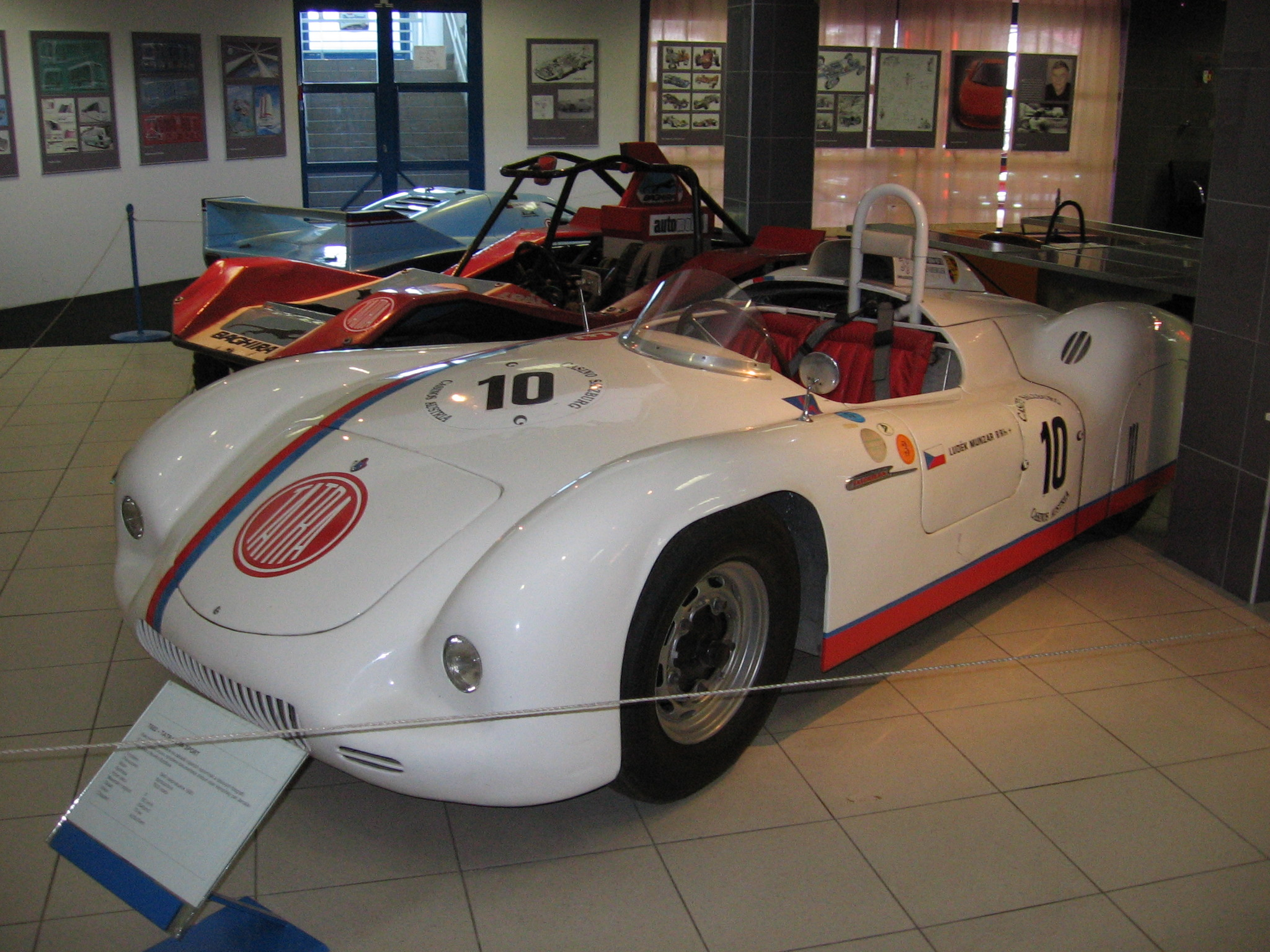
Tatra 602 Tatraplan-sport v továrním muzeu v Kopřivnici (ilustrační foto)

Na závodní trať „Velké soutěže Jeseníky" (za volant Tatraplanu) usedl Adolf Veřmiřovský (se spolujezdcem Jeřábkem) poprvé ve dnech 8. a 9. května 1949. Umístili se na druhém místě v soutěžní třídě a na třetím místě celkového pořadí.
V Rakouské alpské jízdě v roce 1949 závodil Adolf Veřmiřovský s vozem Tatraplan, dojel celkově i ve třídě na třetím místě a stal se tak členem vítězného značkového týmu Tatra.
Na konci 40. let dvacátého století získaly vozy značky Tatra úspěchy i na závodních okruzích. Otevřený závodní vůz Tatra 602 Tatraplan Sport (varianta vozu Tatra 600) dosahoval rychlosti přes 180 km/h.

#### 50. léta 20. století

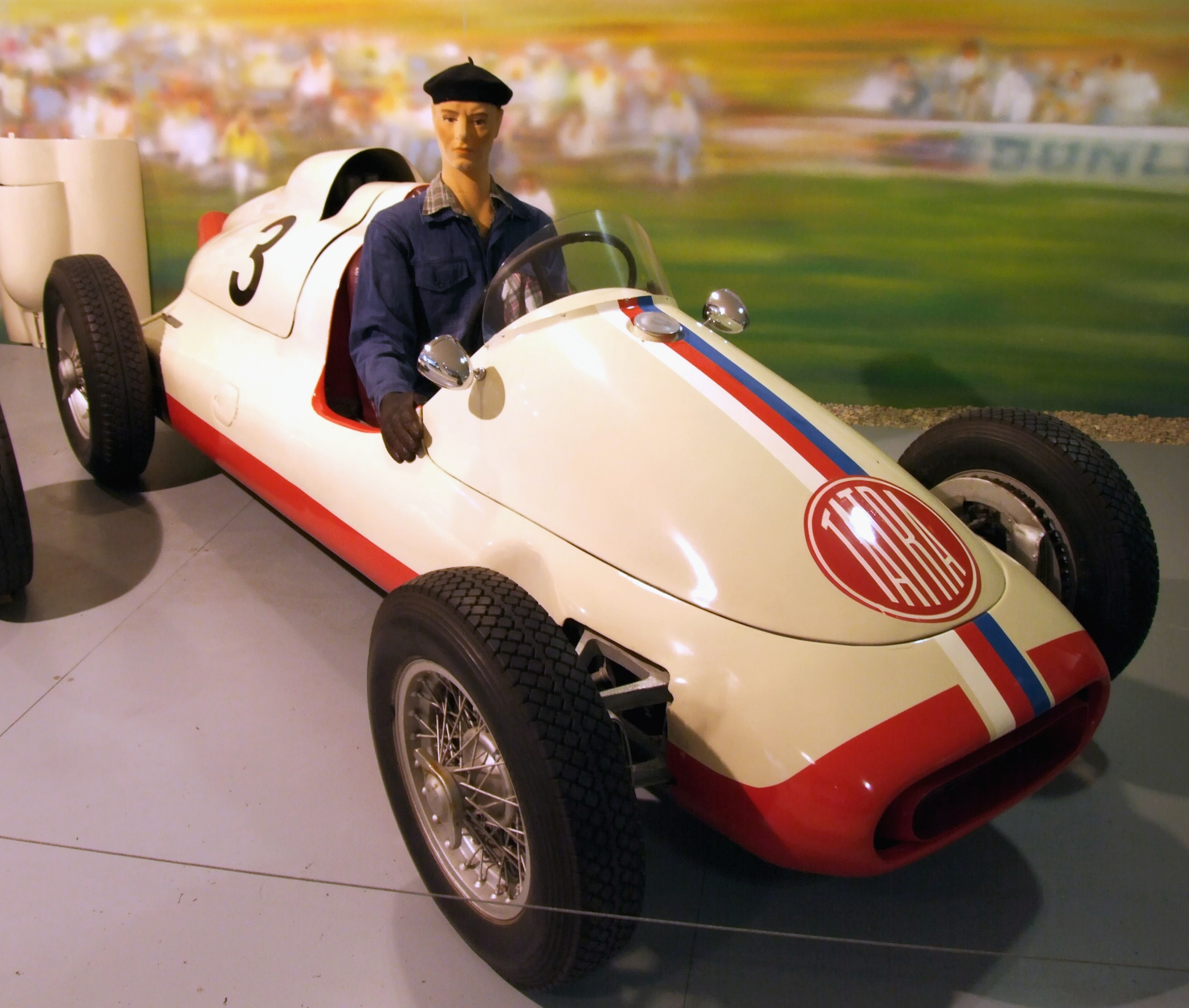
Tatra 607 Monopost (50. léta 20. století) v továrním muzeu v Kopřivnici (ilustrační foto)

V padesátých letech dvacátého století Veřmiřovský úspěšně závodil na monopostech a na Tatraplanu-sport. Kolem roku 1958 nahradila automobilka Tatra v závodech monoposty šestsettrojkami, které tou dobou přicházely do sériové výroby.
Tatra 607 Monopost získala v 50. letech dvacátého století v různých soutěžích celkem 16 prvních míst. Dne 16. října 1953 na Dni rekordů, konaném v Praze pod Barrandovskou skálou, Adolf Veřmiřovský se závodním vozem monopostem Tatra T 607 ustanovil nový národní rychlostní rekord 207,972 km/h.
Adolf Veřmiřovský navázal v roce 1957 na 26 let staré vítězství svého otce Josefa Veřmiřovského z roku 1921 a na Ecce Homo vyhrál se závodním strojem Tatra 607 Monopost. V závodě zajel nejrychlejší kolo v čase 5 minut a 58 sekund a zvítězil v čase 1 hodina 10 minut a 4 sekundy. 

#### 60. léta 20. století

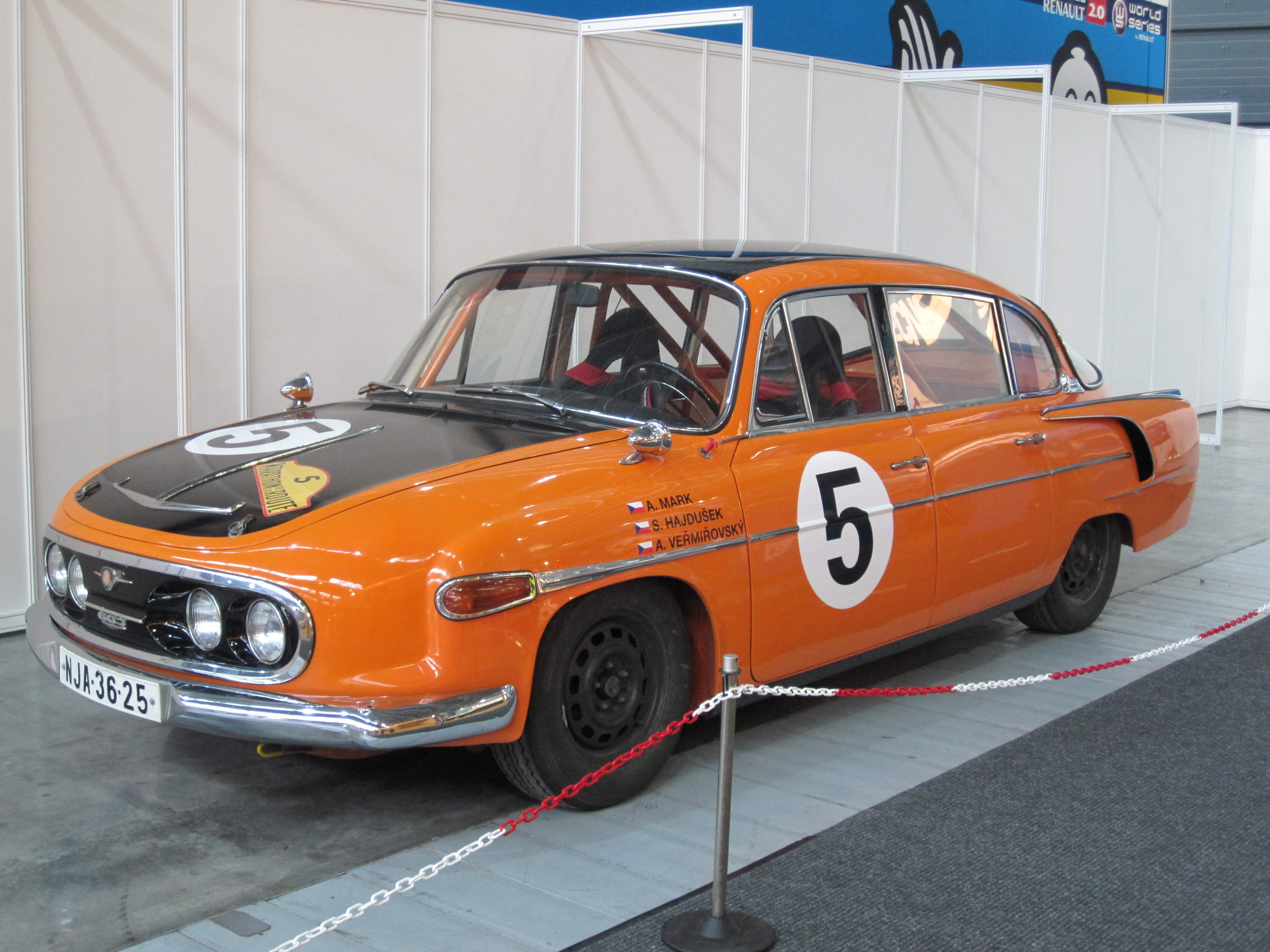
Závodní Tatra 2-603 v barvách Veřmiřovského a Hajdušky

Adolf Veřmiřovský úspěšně startoval (s vozem Tatra 2-603 a se spolujezdcem Stanislavem Hajduškem) v několika ročnících „Rallye Vltava“ (účastnil se ročníků 1962 až 1967).  V letech 1962 a 1963 soutěžili ve třídě A2 (+1 600); v letech 1964 až 1967 pak ve třídě A2 (2 500) a umístili se takto:
- 1962 – umístění ve třídě A2 (+1 600) (3. místo); umístění celkové (4. místo)[10]
- 1963 – umístění ve třídě A2 (+1 600) (1. místo); umístění celkové (4. místo)[11]
- 1964 – umístění ve třídě A2 (2 500) (2. místo); umístění celkové (5. místo)[12]
- 1965 – umístění ve třídě A2 (2 500) (2. místo); umístění celkové (6. místo)[13]
- 1966 – umístění ve třídě A2 (2 500) (není známo); umístění celkové (není známo)[14]
- 1967 – umístění ve třídě A2 (2 500) (2. místo); umístění celkové (19. místo)[15]

Kromě „Rallye Vltava“ startoval Adolf Veřmiřovský také v mistrovských automobilových soutěžích.
Se spolujezdcem Stanislavem Hajduškem se Veřmiřovský úspěšně účastnil zahraničních startů vytrvalostního „Marathonu de la Route“ v ročnících 1965, 1966 a 1967. 
Ti kluci mi auťák vyrobili a půjčili. Šli jsme vždycky do závodů a soutěží s vědomím, že nám ten vůz ogaři z fabriky nesvěřují bez nadějí. Že čekají na odměnu, dobře si vést mezi cizími, nebát se ničeho, rvát se a jak se říká, dát do toho poslední kapku krve. Jednou, když jsme se vrátili z „Marathonu de la Route“ s vítězstvím, přišli za mnou kluci z klempírny, poplácali mne a podali mi dvoulitrovou flašku pravé domácí slivovice a prohlásili: „To máš za ten výkon na těch našich náklaďáčcích!"
Adolf Veřmiřovský, vzpomínky, 

#### Konec 60. let 20. století
V roce 1967 automobilka Tatra skončila se soutěžní činností. Modernizace vozidla Tatra 603 dále nepokračovala a v kopřivnické automobilce byly zahájeny práce na projektu nového reprezentačního vozu Tatra 613.
Listopadová „Rallye Šumava 1967" byla posledním oficiálním startem Adolfa Veřmiřovského s vozem Tatra 603 kategorie B5. Se spolujezdcem Stanislavem Hajduškem skončili na prvním místě ve své třídě.
Na závěr své soutěžní kariéry (v roce 1968) se spolujezdcem Aloisem Markem zajel Adolf Veřmiřovský s vypůjčenou Alfu Romeo GTA o objemu 1600 cm³ brněnský závodní okruh o minutu rychleji než s šestsettrojkou.

#### Zhodnocení závodní kariéry
Adolf Veřmiřovský během své soutěžní kariéry absolvoval úspěšně 75 startů se závodními vozy a cestovními automobily.  (V rámci těchto 75 startů: 28krát byl první, 24krát skončil jako druhý a jen 14krát jako třetí; celkem stál 66krát na stupních vítězů). 
Kopečný, (Josef) Chovanec, (Alois) Mark, (Jaroslav) Pavelka a všichni ostatní, kdo s tatrami kdy startovali, byli správní chlapi. Všechny nás držela v houfu touha ukázat všem těm pánům z Prahy, kteří Tatře nepřáli, že pravda je na naší straně, jak jsme se rvali o fabriku, auta i motory. Prostě proti všem. Tak tomu bylo i na závodech ...
Adolf Veřmiřovský, vzpomínky, 

### Po skončení závodní kariéry
Po ukončení závodní činnosti se Adolf Veřmiřovský i dále věnoval činnostem souvisejícím s automobily a značkou Tatra. Byl jedním ze zakládajících členů Tatra Veteran Car Clubu v Kopřivnici, kterému dlouhá léta předsedal. Byl i v hlavním pořadatelském sboru Rallye Beskydy a Memoriálu zasloužilého mistra sportu Josefa Veřmiřovského. Radil a opatřoval dokumentaci pro sběratele veteránů – vozů Tatra.